# Формула-1 — Чемпіонат 2012
Чемпіона́т сві́ту з автоперего́нів у кла́сі Фо́рмула-1 2012 ро́ку — 63-й чемпіонат Формули-1. Розпочався 18 березня в Австралії та закінчився 25 листопада у Бразилії. Перегони чемпіонату були проведені у 19 країнах світу (двічі гонка пройшла в Іспанії) та на всіх континентах крім Африки та Антарктиди. У 2012 році повернулося Гран-прі США, яке відбулося на новій трасі в Остіні, штат Техас. Також повернулось до чемпіонату Гран-прі Бахрейну, яке не проводилось у 2011 році, внаслідок громадських протестів.
Загалом у чемпіонаті 2012 року брали участь 6 чемпіонів світу: Себастьян Феттель, Дженсон Баттон, Льюїс Гамільтон, Кімі Райкконен, Фернандо Алонсо, Міхаель Шумахер.

## Команди та пілоти
Загалом 12 команд та 24 пілоти беруть участь у чемпіонаті 2012 року. FIA представило попередній список учасників 30 листопада 2011, а кінцевий список був оприлюднений 17 лютого 2012.
| Команда                       | Конструктор | Шасі   | Двигун            | Шини | №  | Пілоти            | Етапи | Тест/резервний пілот                       |
| ----------------------------- | ----------- | ------ | ----------------- | ---- | -- | ----------------- | ----- | ------------------------------------------ |
| Red Bull Racing               | Red Bull    | RB8    | Renault RS27-2012 | P    | 1  | Себастьян Феттель | 1–2   | Себастьєн Буемі                            |
| Red Bull Racing               | Red Bull    | RB8    | Renault RS27-2012 | P    | 2  | Марк Веббер       | 1–2   | Себастьєн Буемі                            |
| Vodafone McLaren Mercedes     | McLaren     | MP4-27 | Mercedes FO 108Z  | P    | 3  | Дженсон Баттон    | 1–2   | Гері Паффет Олівер Терві                   |
| Vodafone McLaren Mercedes     | McLaren     | MP4-27 | Mercedes FO 108Z  | P    | 4  | Льюїс Гамільтон   | 1–2   | Гері Паффет Олівер Терві                   |
| Scuderia Ferrari              | Ferrari     | F2012  | Ferrari Type 056  | P    | 5  | Фернандо Алонсо   | 1–2   | Джанкарло Фізікелла Марк Жене Давіде Рігон |
| Scuderia Ferrari              | Ferrari     | F2012  | Ferrari Type 056  | P    | 6  | Феліпе Масса      | 1–2   | Джанкарло Фізікелла Марк Жене Давіде Рігон |
| Mercedes AMG Petronas F1 Team | Mercedes    | F1 W03 | Mercedes FO 108Z  | P    | 7  | Міхаель Шумахер   | 1–2   | Сем Бірд                                   |
| Mercedes AMG Petronas F1 Team | Mercedes    | F1 W03 | Mercedes FO 108Z  | P    | 8  | Ніко Росберг      | 1–2   | Сем Бірд                                   |
| Lotus F1 Team                 | Lotus       | E20    | Renault RS27-2012 | P    | 9  | Кімі Ряйкконен    | 1–2   | Жером Д’Амброзіо                           |
| Lotus F1 Team                 | Lotus       | E20    | Renault RS27-2012 | P    | 10 | Ромен Грожан      | 1–2   | Жером Д’Амброзіо                           |
| Sahara Force India F1 Team    | Force India | VJM05  | Mercedes FO 108Z  | P    | 11 | Пол ді Реста      | 1–2   | Жюль Б'янкі Гері Паффет                    |
| Sahara Force India F1 Team    | Force India | VJM05  | Mercedes FO 108Z  | P    | 12 | Ніко Хюлькенберг  | 1–2   | Жюль Б'янкі Гері Паффет                    |
| Sauber F1 Team                | Sauber      | C31    | Ferrari Type 056  | P    | 14 | Камуї Кобаясі     | 1–2   | Естебан Гутьєррес                          |
| Sauber F1 Team                | Sauber      | C31    | Ferrari Type 056  | P    | 15 | Серхіо Перес      | 1–2   | Естебан Гутьєррес                          |
| Scuderia Toro Rosso           | Toro Rosso  | STR7   | Ferrari Type 056  | P    | 16 | Даніель Ріккардо  | 1–2   | Себастьєн Буемі                            |
| Scuderia Toro Rosso           | Toro Rosso  | STR7   | Ferrari Type 056  | P    | 17 | Жан-Ерік Вернь    | 1–2   | Себастьєн Буемі                            |
| Williams F1 Team              | Williams    | FW34   | Renault RS27-2012 | P    | 18 | Пастор Мальдонадо | 1–2   | Валттері Боттас Сюзі Стоддарт              |
| Williams F1 Team              | Williams    | FW34   | Renault RS27-2012 | P    | 19 | Бруно Сенна       | 1–2   | Валттері Боттас Сюзі Стоддарт              |
| Caterham F1 Team              | Caterham    | CT01   | Renault RS27-2012 | P    | 20 | Хейккі Ковалайнен | 1–2   | Гідо ван дер Гарде Александр Россі         |
| Caterham F1 Team              | Caterham    | CT01   | Renault RS27-2012 | P    | 21 | Віталій Петров    | 1–2   | Гідо ван дер Гарде Александр Россі         |
| HRT F1 Team                   | HRT         | F112   | Cosworth CA2012   | P    | 22 | Педро де ла Роса  | 1–2   | Дані Клос Вітантоніо Ліуцці                |
| HRT F1 Team                   | HRT         | F112   | Cosworth CA2012   | P    | 23 | Нараїн Картікеян  | 1–2   | Дані Клос Вітантоніо Ліуцці                |
| Marussia F1 Team              | Marussia    | MR01   | Cosworth CA2012   | P    | 24 | Тімо Глок         | 1–2   | Марія де Віллота                           |
| Marussia F1 Team              | Marussia    | MR01   | Cosworth CA2012   | P    | 25 | Шарль Пік         | 1–2   | Марія де Віллота                           |

Примітки:
- Пілоти виділені курсивом, брали участь у п'ятничних тестових заїздах на окремих етапах.

## Календар сезону

Країни, в яких проводилось Гран-прі в 2012 році виділені зеленим кольором, місця розташування трас зазначені чорною крапкою. Колишні країни-господарі показані темно-сірим кольором. Місця розташування трас, на яких раніше проводились перегони, відзначені білою крапкою.

Берні Екклстоун виразив бажання побачити в календарі гонок 2012 сезону 20 етапів, розумний, на його думку, максимум. Утім, в червні 2011 року було оголошено попередній тимчасовий календар, який включив рекордну кількість гонок — 21. Згодом, після уточнення президентом ФІА Жаном Тодтом попереднього списку, останній виступив із заявою, що в календарі 2012 року буде не більше двадцяти етапів, але не надав інформації щодо того, які траси будуть виключені з календаря чемпіонату. 29 липня 2011 року був представлений другий варіант календаря, підготовлений FOA, в якому Гран-прі Індії пересунутий на початок сезону, Гран-прі Кореї, Бахрейну та США перенесені на кінець сезону, а Гран-прі Туреччини прибраний, оскільки з автодромом не було продовжено контракт. Остаточний календар був представлений 7 грудня 2011 року.
| №  | Офіційна назва                         | Гран-прі                  | Траса                                     | Дата         |
| -- | -------------------------------------- | ------------------------- | ----------------------------------------- | ------------ |
| 1  | Qantas Australian Grand Prix           | Гран-прі Австралії        | Альберт-Парк, Мельбурн                    | 18 березня   |
| 2  | Petronas Malaysia Grand Prix           | Гран-прі Малайзії         | Міжнародний автодром Сепанг, Куала-Лумпур | 25 березня   |
| 3  | UBS Chinese Grand Prix                 | Гран-прі Китаю            | Міжнародний автодром Шанхая, Шанхай       | 15 квітня    |
| 4  | Gulf Air Bahrain Grand Prix            | Гран-прі Бахрейну         | Міжнародний автодром Бахрейну, Бахрейн    | 22 квітня    |
| 5  | Gran Premio de España Santander        | Гран-прі Іспанії          | Автодром Каталунья, Барселона             | 13 травня    |
| 6  | Grand Prix de Monaco                   | Гран-прі Монако           | Міська траса Монте-Карло, Монте-Карло     | 27 травня    |
| 7  | Grand Prix du Canada                   | Гран-прі Канади           | Автодром імені Жиля Вільнева, Монреаль    | 10 червня    |
| 8  | Grand Prix of Europe                   | Гран-прі Європи           | Міська траса Валенсії, Валенсія           | 24 червня    |
| 9  | Santander British Grand Prix           | Гран-прі Великої Британії | Автодром Сільверстоун, Сільверстоун       | 8 липня      |
| 10 | Großer Preis Santander von Deutschland | Гран-прі Німеччини        | Автодром Гокенгаймринг, Гокенгайм         | 22 липня     |
| 11 | Eni Magyar Nagydíj                     | Гран-прі Угорщини         | Хунгароринг, Будапешт                     | 29 липня     |
| 12 | Shell Belgian Grand Prix               | Гран-прі Бельгії          | Автодром Спа-Франкоршам, Спа              | 2 вересня    |
| 13 | Gran Premio Santander d'Italia         | Гран-прі Італії           | Автодром Монца, Монца                     | 9 вересня    |
| 14 | SingTel Singapore Grand Prix           | Гран-прі Сінгапуру        | Автодром Марина Бей, Сінгапур             | 23 вересня   |
| 15 | Japanese Grand Prix                    | Гран-прі Японії           | Автодром Судзука, Судзука                 | 7 жовтня     |
| 16 | Korean Grand Prix                      | Гран-прі Кореї            | Міжнародний автодром Кореї, Йонам         | 14 жовтня    |
| 17 | Airtel Indian Grand Prix               | Гран-прі Індії            | Автодром Джайпі Груп, Велика Нойда        | 28 жовтня    |
| 18 | Etihad Airways Abu Dhabi Grand Prix    | Гран-прі Абу-Дабі         | Яс-Марина, Абу-Дабі                       | 4 листопада  |
| 19 | United States Grand Prix               | Гран-прі США              | Траса Америк, Остін, Техас                | 18 листопада |
| 20 | Grande Prêmio Petrobras do Brasil      | Гран-прі Бразилії         | Автодром Жозе Карлуса Пачі, Сан-Паулу     | 25 листопада |

### Зміни в календарі

Автодром Америк в Остіні, штат Техас, на котрому в 2012 році був проведений поновлений Гран-прі США.

- Після скасування Гран-прі Бахрейну в 2011 році,[45] гонка була внесена до списку етапів чемпіонату 2012 року з умовною датою проведення в жовтні.[43] В остаточному варіанті календаря дата проведення була перенесена на квітень.[44]
- Гран-прі Німеччини повернувся до Гокенгайму, після того як у 2011 році був проведений на трасі в Нюрбургринзі, згідно з правилом чергування місць проведення події.
- Гран-прі Туреччини був виключений з календаря після того як FOA і організатори події не змогли домовитися про поновлення контракту. У серпні 2011 року організатори гонки повідомили про ведення переговорів з Берні Екклстоуном, щодо відновлення свого місця в календарі,[46] однак гонка була виключена з календаря в кінці цього ж місяця.
- У травні 2010 року було оголошено, що в Остіні, штат Техас, пройде поновлений Гран-прі США, який не проводився на автодромі в Індіанаполісі з часів останньої гонки 2007 року. «Траса Америк» стала першим автодромом у США, який спочатку проектувався і був побудований спеціально для змагань у класі «Формули-1».[47]. План будівництва був розроблений гоночним промоутером Таво Гелмундом та чемпіоном шосейно-кільцевих спортивних перегонів MotoGP Кевіном Шванцом[48] за підтримки німецького архітектора і розробника гоночних трас Германа Тільке.[49] У листопаді 2011 року Берні Екклстоун висловив «незначні» сумніви з приводу проведення гонки, які, з його слів, виникли через «розбіжності всередині компанії [управління]».[50] Екклстоун надав час власникам автодрому і організаторам події на вирішення всіх проблем до 7 грудня[51], дати, на яку планувалося проведення засідання всесвітньої ради з автоспорту ФІА та представлення остаточного календаря гонок 2012 сезону, аби розібратися з усіма розбіжностями чи ризиком повної відмови від проведення етапу.[52] Зрештою, керівник «Формули-1» підтвердив, що нова угода на проведення Гран-прі США в Остіні була успішно підписана і організатори повністю оплатили своє право на проведення спортивної події у 2012 році.[53] Спочатку гонка мала відбутися у червні, але була перенесена в кінець чемпіонату і стала передостаннім етапом сезону, через занепокоєння з приводу літньої спеки в Техасі, її впливу на команди, пілотів і глядачів.[54]

## Результати та положення в заліках

### Гран-прі
| №  | Гран-прі                  | Поул-позиція      | Швидке коло       | Переможець        | Конструктор      | Звіт |
| -- | ------------------------- | ----------------- | ----------------- | ----------------- | ---------------- | ---- |
| 1  | Гран-прі Австралії        | Льюїс Гамільтон   | Дженсон Баттон    | Дженсон Баттон    | McLaren-Mercedes | Звіт |
| 2  | Гран-прі Малайзії         | Льюїс Гамільтон   | Кімі Ряйкконен    | Фернандо Алонсо   | Ferrari          | Звіт |
| 3  | Гран-прі Китаю            | Ніко Росберг      | Камуї Кобаясі     | Ніко Росберг      | Mercedes         | Звіт |
| 4  | Гран-прі Бахрейну         | Себастьян Феттель | Себастьян Феттель | Себастьян Феттель | Red Bull-Renault | Звіт |
| 5  | Гран-прі Іспанії          | Пастор Мальдонадо | Ромен Грожан      | Пастор Мальдонадо | Williams-Renault | Звіт |
| 6  | Гран-прі Монако           | Марк Веббер       | Серхіо Перес      | Марк Веббер       | Red Bull-Renault | Звіт |
| 7  | Гран-прі Канади           | Себастьян Феттель | Себастьян Феттель | Льюїс Гамільтон   | McLaren-Mercedes | Звіт |
| 8  | Гран-прі Європи           | Себастьян Феттель | Ніко Росберг      | Фернандо Алонсо   | Ferrari          | Звіт |
| 9  | Гран-прі Великої Британії | Фернандо Алонсо   | Кімі Ряйкконен    | Марк Веббер       | Red Bull-Renault | Звіт |
| 10 | Гран-прі Німеччини        | Фернандо Алонсо   | Міхаель Шумахер   | Фернандо Алонсо   | Ferrari          | Звіт |
| 11 | Гран-прі Угорщини         | Льюїс Гамільтон   | Себастьян Феттель | Льюїс Гамільтон   | McLaren-Mercedes | Звіт |
| 12 | Гран-прі Бельгії          | Дженсон Баттон    | Бруно Сенна       | Дженсон Баттон    | McLaren-Mercedes | Звіт |
| 13 | Гран-прі Італії           | Льюїс Гамільтон   | Ніко Росберг      | Льюїс Гамільтон   | McLaren-Mercedes | Звіт |
| 14 | Гран-прі Сінгапуру        | Льюїс Гамільтон   | Ніко Хюлькенберг  | Себастьян Феттель | Red Bull-Renault | Звіт |
| 15 | Гран-прі Японії           | Себастьян Феттель | Себастьян Феттель | Себастьян Феттель | Red Bull-Renault | Звіт |
| 16 | Гран-прі Кореї            | Марк Веббер       | Марк Веббер       | Себастьян Феттель | Red Bull-Renault | Звіт |
| 17 | Гран-прі Індії            | Себастьян Феттель | Дженсон Баттон    | Себастьян Феттель | Red Bull-Renault | Звіт |
| 18 | Гран-прі Абу-Дабі         | Льюїс Гамільтон   | Себастьян Феттель | Кімі Ряйкконен    | Lotus-Renault    | Звіт |
| 19 | Гран-прі США              | Себастьян Феттель | Себастьян Феттель | Льюїс Гамільтон   | McLaren-Mercedes | Звіт |
| 20 | Гран-прі Бразилії         | Льюїс Гамільтон   | Льюїс Гамільтон   | Дженсон Баттон    | McLaren-Mercedes | Звіт |

### Пілоти
Очки отримують лише пілоти, які фінішували у першій десятці.
| Позиція | 1-а | 2-а | 3-я | 4-а | 5-а | 6-а | 7-а | 8-а | 9-а | 10-а |
| Очки    | 25  | 18  | 15  | 12  | 10  | 8   | 6   | 4   | 2   | 1    |